# Šenov
Šenov (en allemand : německy Schönhof ; en polonais : Szonów) est une ville du district d'Ostrava-Ville, dans la région de Moravie-Silésie, en République tchèque. Sa population s'élevait à 6 585 habitants en 2024.

## Géographie
Šenov se trouve à 5 km à l'ouest-nord-ouest du centre de Havířov, à 9 km à l'est-sud-est du centre d'Ostrava — elle fait partie de son aire urbaine —, et à 284 km à l’est de Prague.
La commune est limitée par Petřvald au nord, par Havířov à l'est, par Václavovice au sud, par Vratimov au sud-ouest et par Ostrava à l'ouest.

## Histoire
La première mention écrite de la localité date de 1305.

## Galerie
Patrimoine religieux

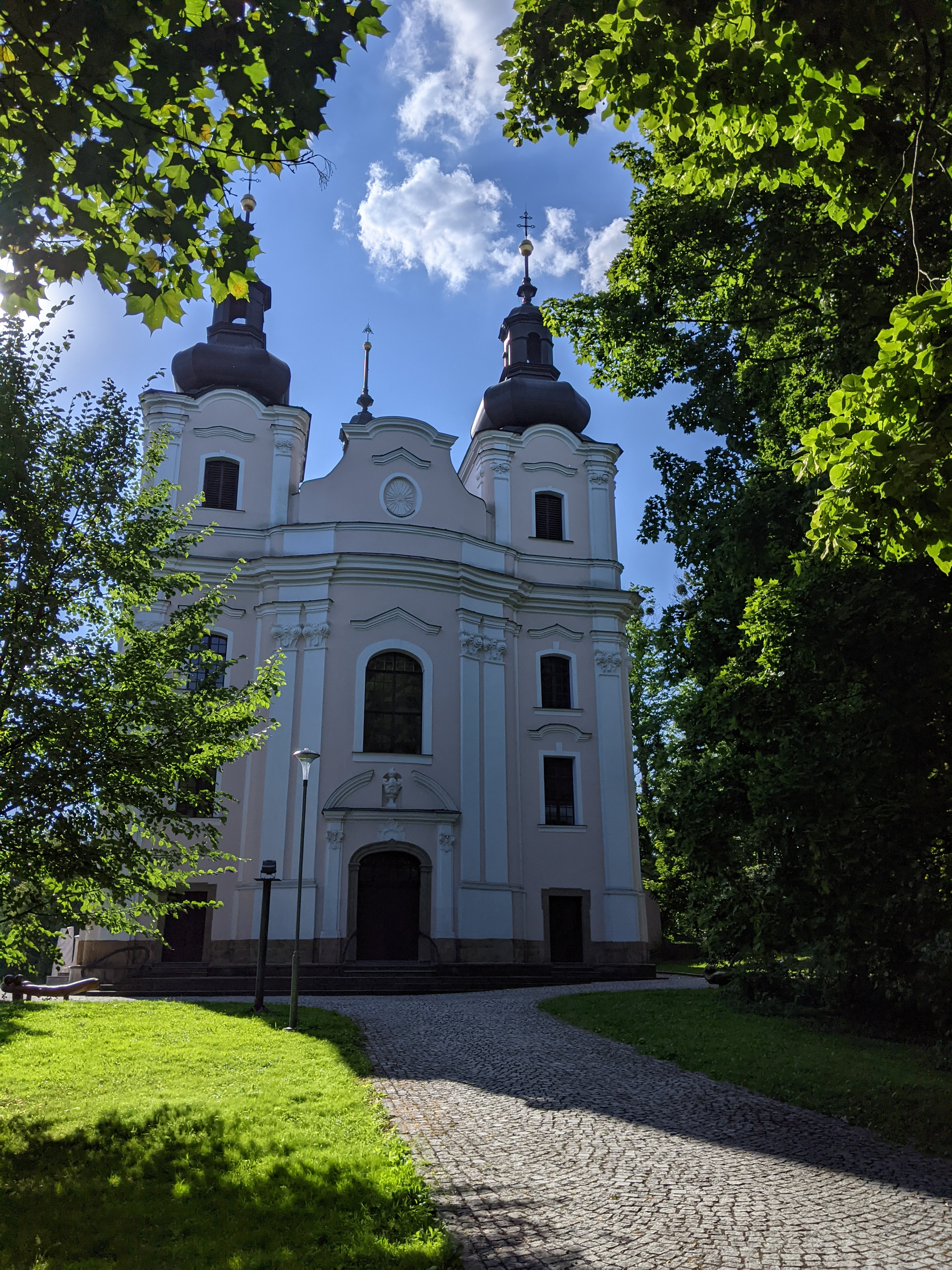
Église de la Divine Providence.
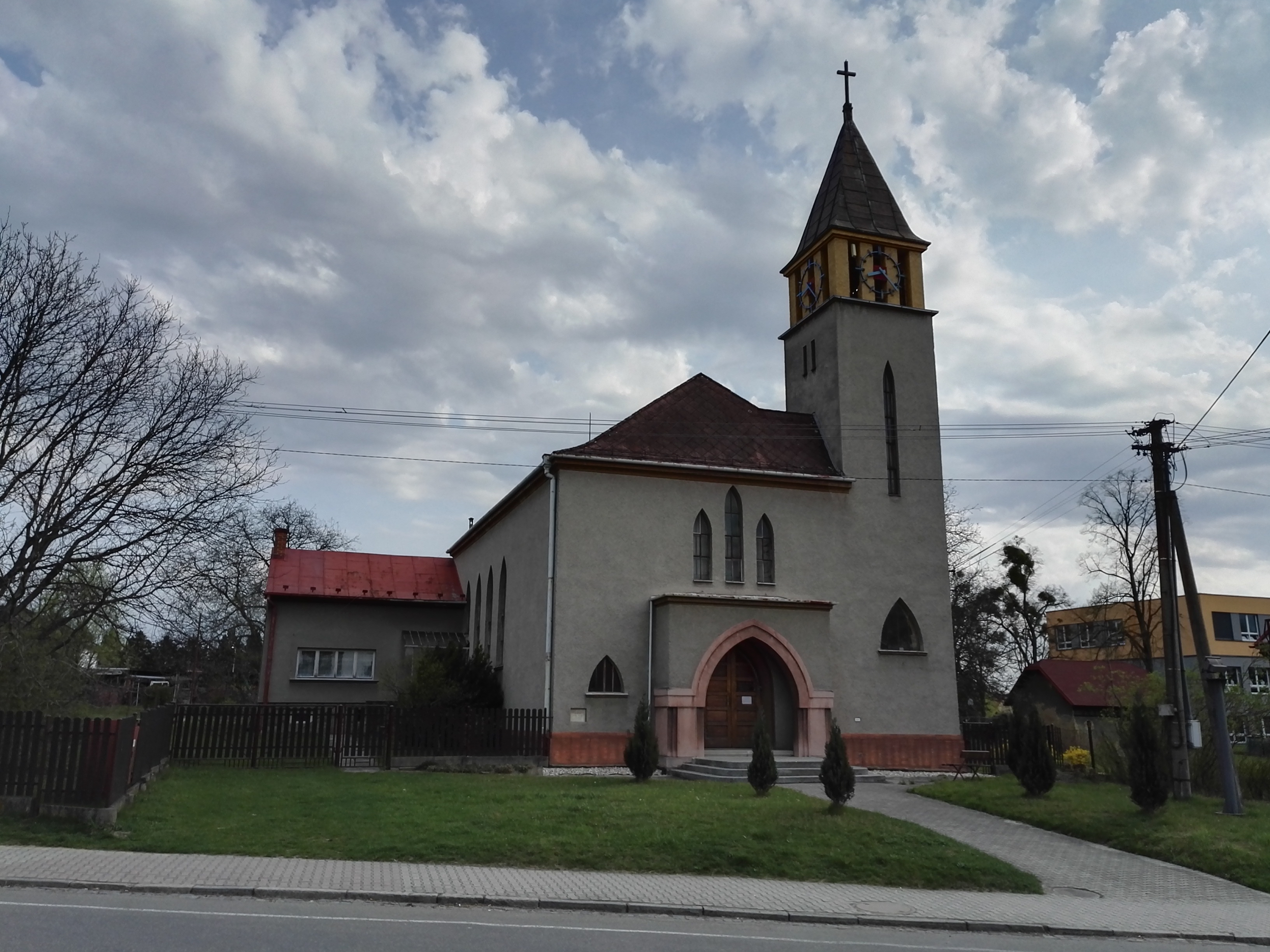
Église évangélique.

Économie

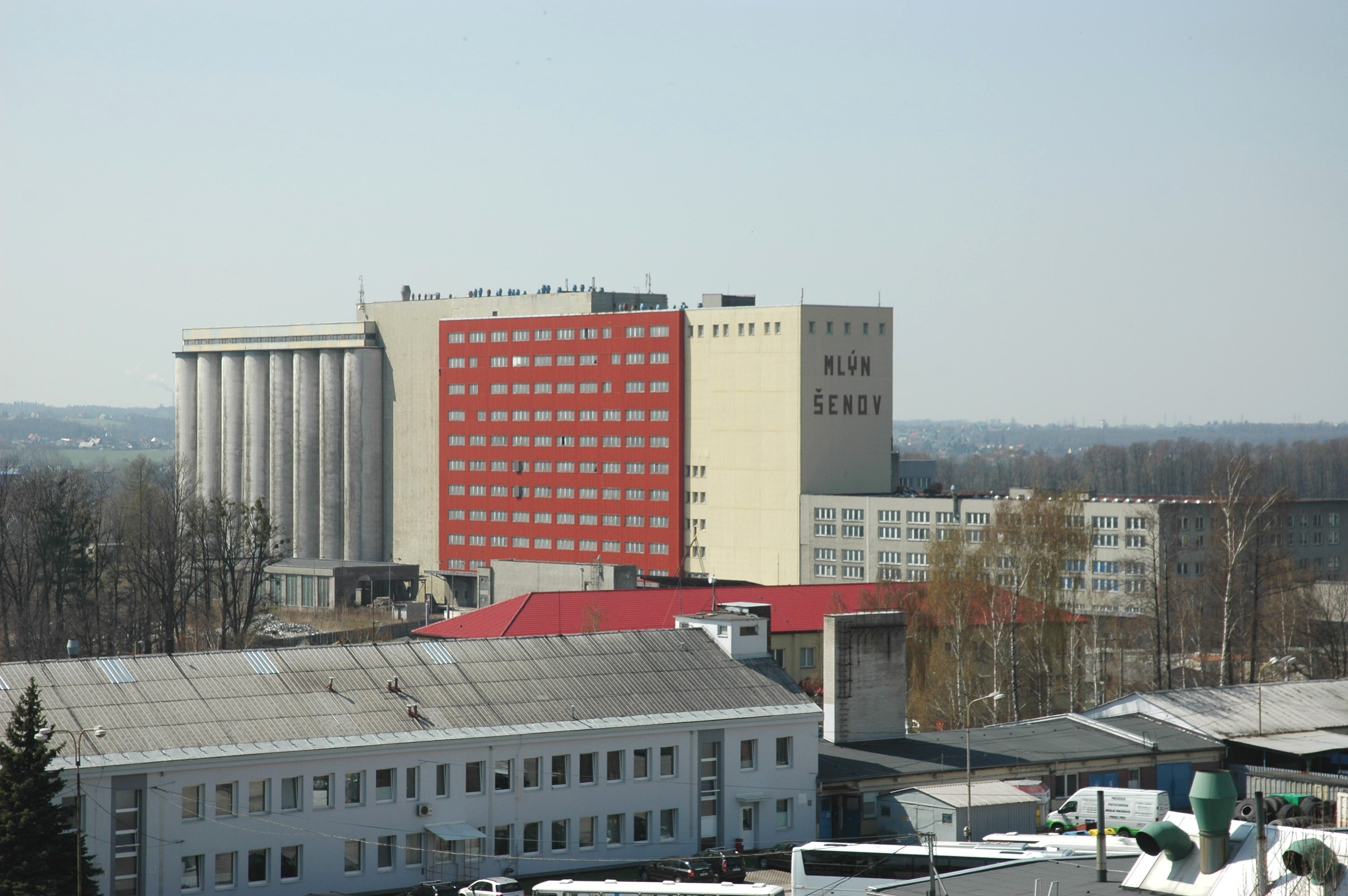
Moulins de Šenov.
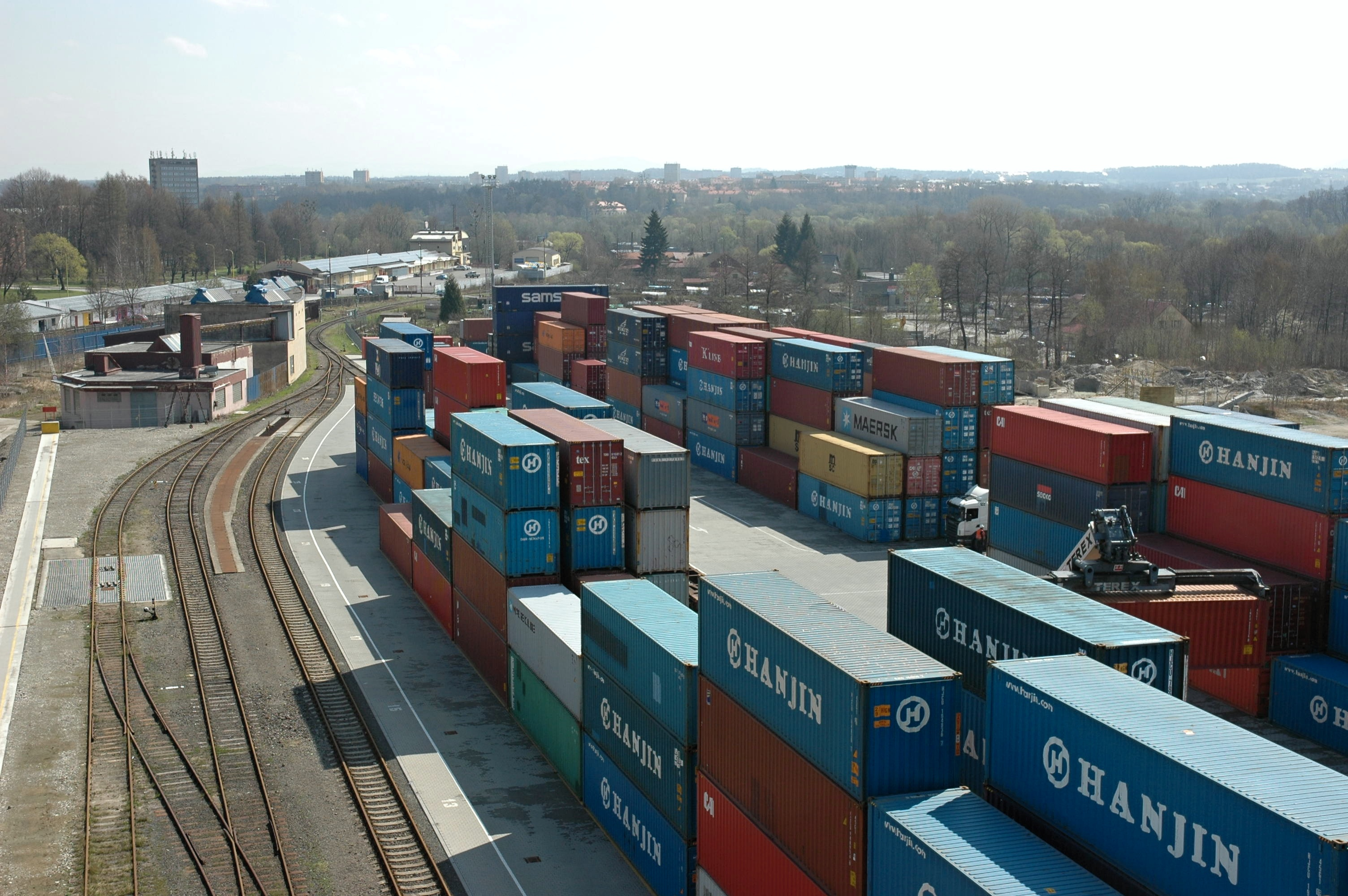
Terminal à conteneurs de Šenov.

## Transports
Par la route, Šenov se trouve à 10 km d'Ostrava et à 363 km de Prague.